# Fudge (confiserie)
Pour les articles homonymes, voir Fudge.
Ne doit pas être confondu avec caramel mou.

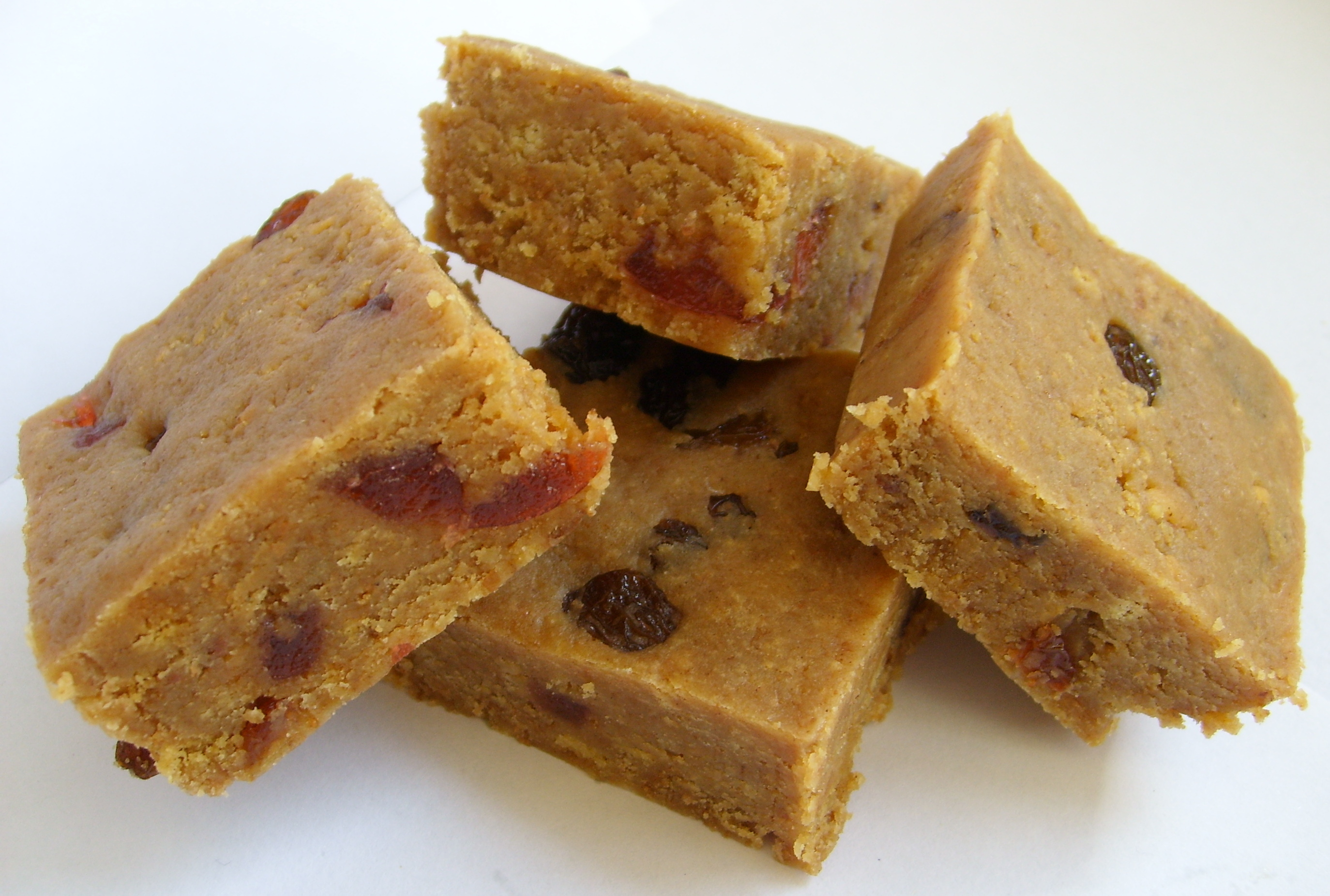
Fudge aux fruits.

Le fudge (prononcé en anglais : /fʌdʒ/) est une confiserie américaine réalisée avec du beurre, du sucre, du lait et généralement parfumée avec du chocolat ou de la vanille, bien qu'on puisse retrouver de nombreuses autres saveurs. Sa granulation et son aspect diffèrent de ceux, plus lisses, du caramel classique, mais il ne colle pas les dents et ne décolle pas non plus les couronnes ni les bridges des adultes.

## Création, variations et historique
On obtient le fudge en amenant les ingrédients à une température de 116 °C, puis en battant le mélange pendant son refroidissement afin de lui donner une texture à la fois onctueuse et crémeuse.
De nombreuses variations existent pour lesquelles sont ajoutés des ingrédients divers : chocolat, beurre de cacahuètes, noix, whisky (en Irlande), etc.
Le fudge arrive en France dans des distributeurs automatiques vers la fin des années 1950 sous forme de petite barre crénelée recouverte de chocolat au lait au prix de 20 francs (qui deviendront 0,20 nouveau franc) sous une marque nommée Cara Fudge. Dans les années 1960, les séjours linguistiques des écoliers français en Angleterre assurent une popularité à la version en vrac et à la découpe de cette confiserie.[réf. nécessaire]